# Lahn (Hümmling)
Lahn is een gemeente in de Duitse deelstaat Nedersaksen. De gemeente is onderdeel van de Samtgemeinde Werlte in het landkreis Emsland.
Lahn telt 868 inwoners.
Lahn ligt 7 km ten zuidwesten van de gemeentehoofdplaats Werlte. Aan de westkant ligt Sögel (afstand circa 8 km).
Het dorp ligt in een fraaie, bosrijke omgeving ten zuiden van de heuvelrug Hümmling. Het landschap vertoont veel gelijkenis met dat in de Nederlandse provincie Drenthe.
Lahn ligt in een streek, die reeds in de Jonge Steentijd door mensen bewoond werd, die dragers waren van de Trechterbekercultuur (3200-2500 v.C.). 
Ten noorden van het dorpje lag van 1963 tot 1992 het Sondermunitionslager Lahn, een munitiedepot van de NAVO waar ook kernwapens opgeslagen zijn geweest. In de 1980er jaren hebben vredesdemonstranten hier dikwijls protestmanifestaties tegen de kernwapenwedloop gehouden.

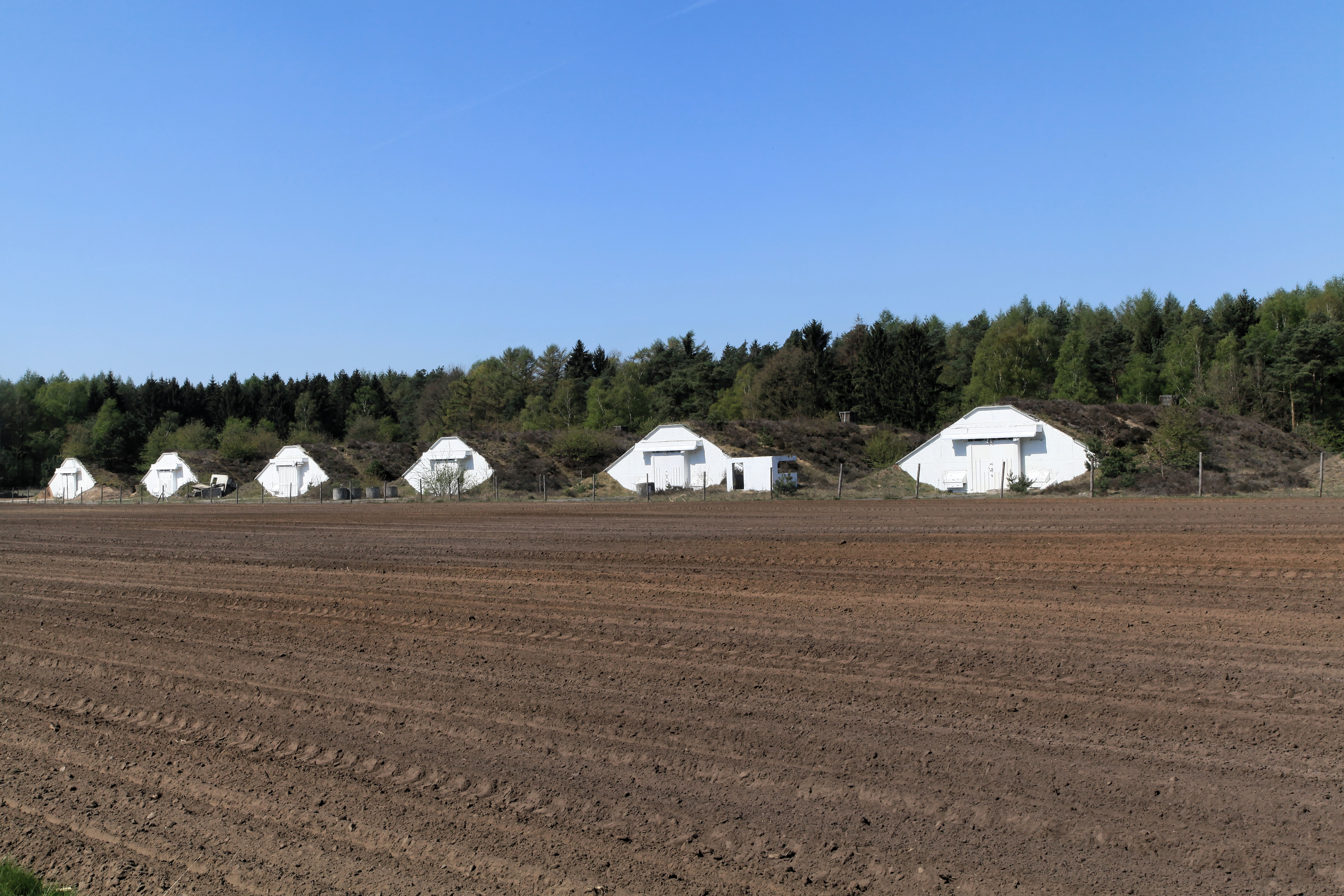
Het vroegere munitiedepot

## Hunebedden e.d.
In Lahn en omgeving bevinden zich enige megalietmonumenten. Zie onderstaande afbeeldingen. Het nummer tussen haakjes is het zogenaamde Sprockhoff-Nummer van het monument.

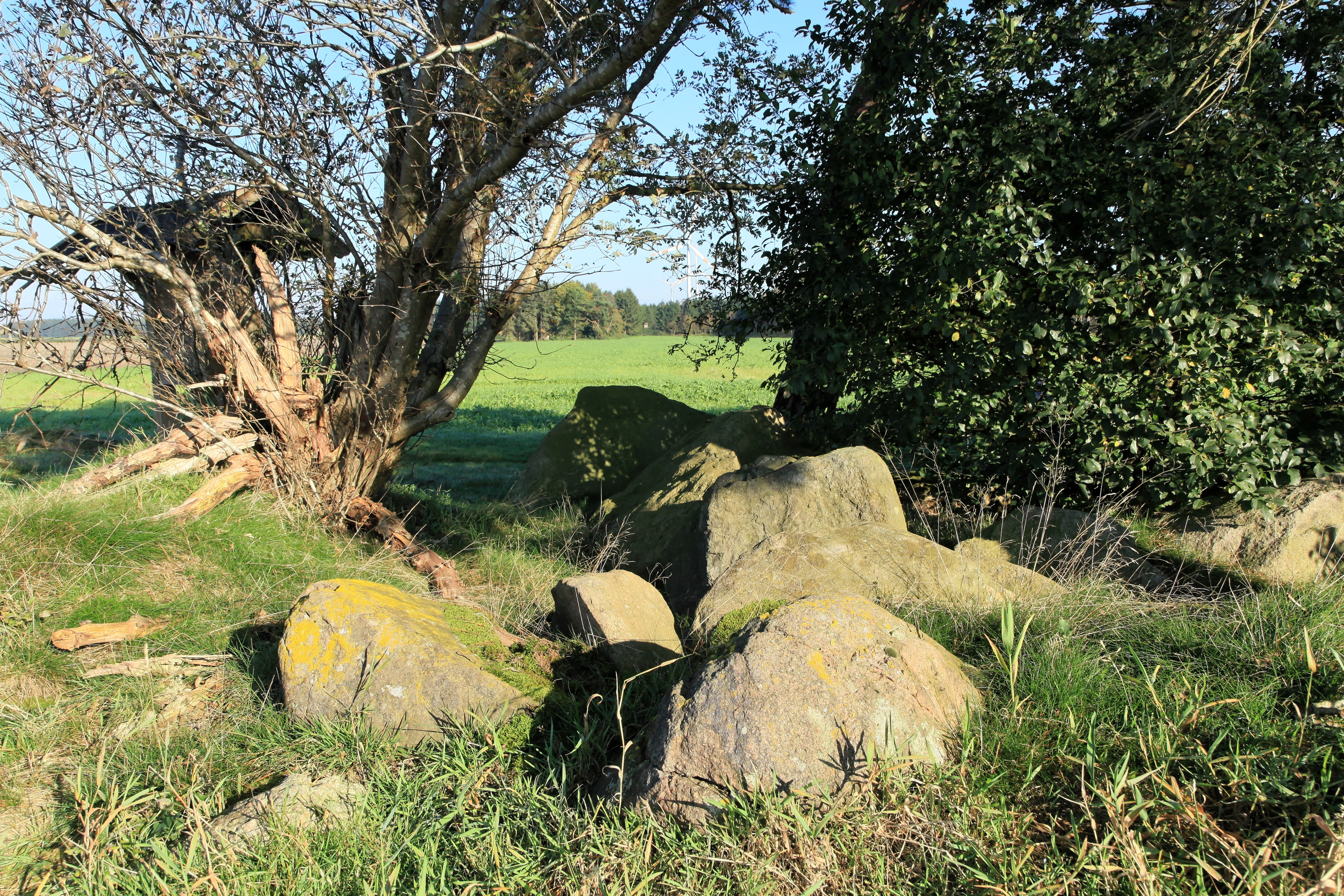
Großsteingrab an der Kölkesdose (837) tussen Lahn en Hüven
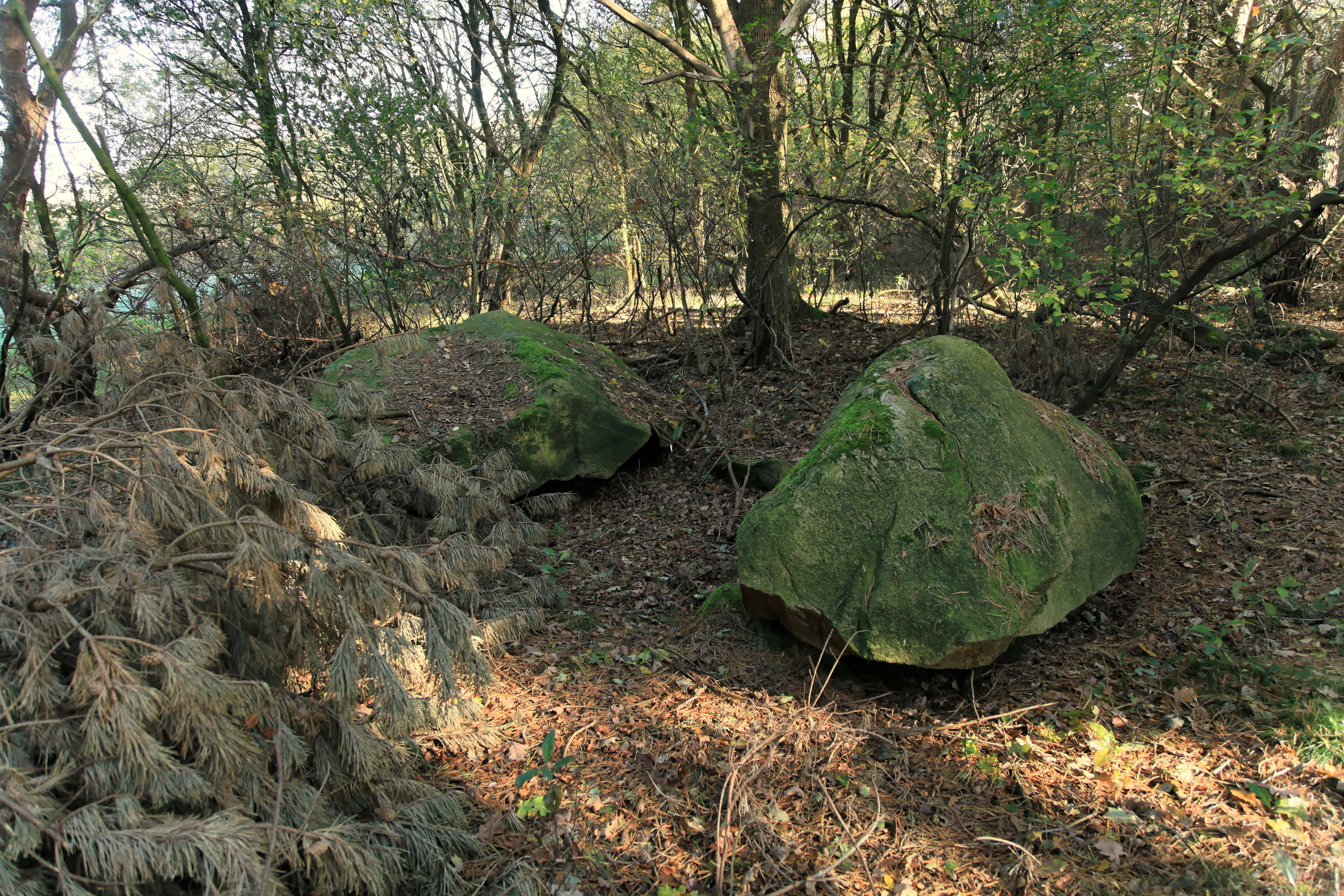
Großsteingrab am Kölkesberg (838) tussen Lahn en Hüven
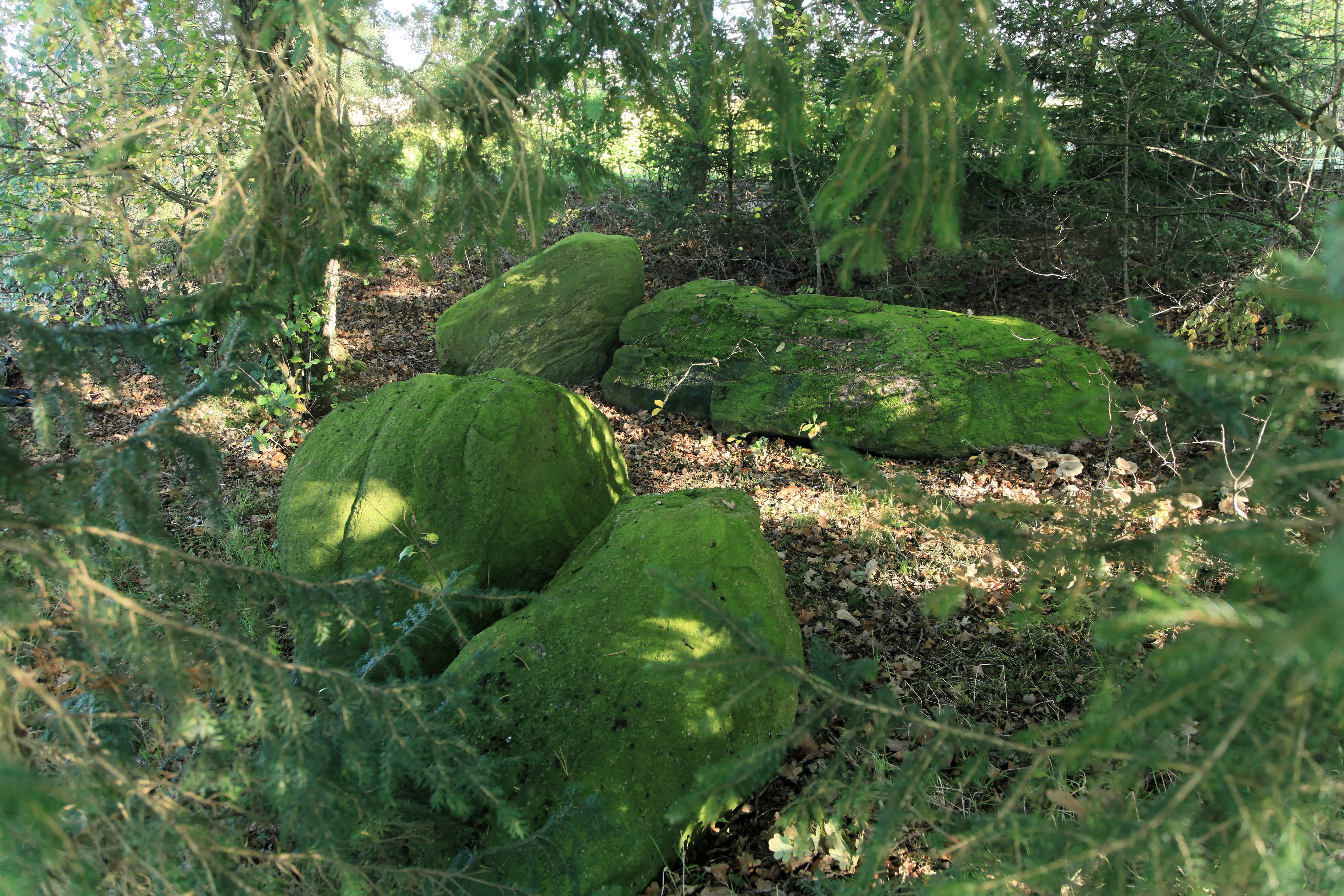
Großsteingrab Lahn II (839) tussen Lahn en Wehm, een dorp 2 km ten Z van Werlte
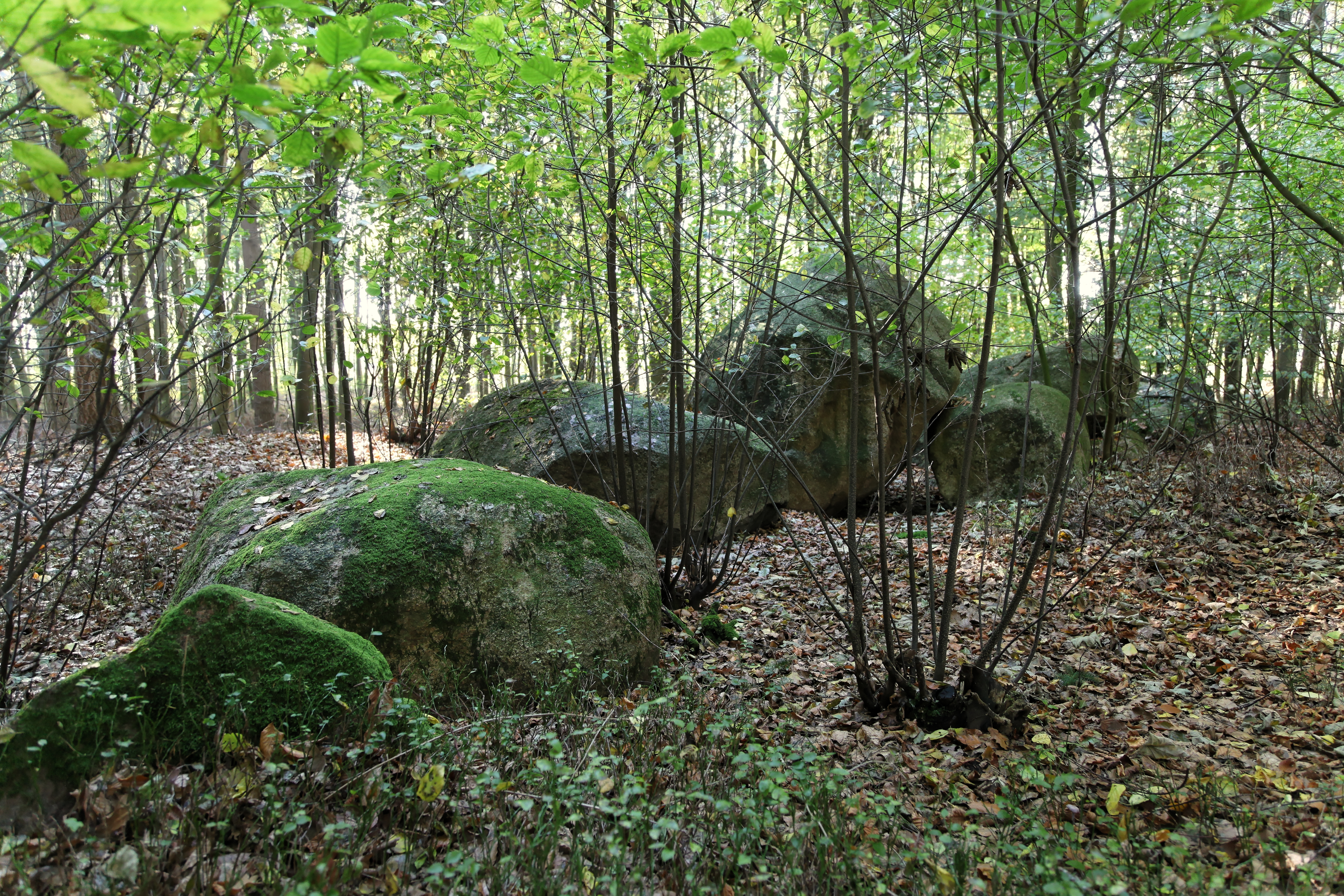
Großsteingrab Lahn III (841) tussen Lahn en Wehm

- Gemeinsame Normdatei: 4098935-5
- Virtual International Authority File: 239020684

Andervenne ·
Bawinkel ·
Beesten ·
Bockhorst ·
Börger ·
Breddenberg ·
Dersum ·
Dohren ·
Dörpen ·
Emsbüren ·
Esterwegen ·
Freren ·
Fresenburg ·
Geeste ·
Gersten ·
Groß Berßen ·
Handrup ·
Haren (Ems) ·
Haselünne ·
Heede ·
Herzlake ·
Hilkenbrook ·
Hüven ·
Klein Berßen ·
Kluse ·
Lähden ·
Lahn ·
Langen ·
Lathen ·
Lehe ·
Lengerich ·
Lingen ·
Lorup ·
Lünne ·
Meppen ·
Messingen ·
Neubörger ·
Neulehe ·
Niederlangen ·
Oberlangen ·
Papenburg ·
Rastdorf ·
Renkenberge ·
Rhede ·
Salzbergen ·
Schapen ·
Sögel ·
Spahnharrenstätte ·
Spelle ·
Stavern ·
Surwold ·
Sustrum ·
Thuine ·
Twist ·
Vrees ·
Walchum ·
Werlte ·
Werpeloh ·
Wettrup ·
Wippingen